# Distrito de Baabda
El Distrito de Baabda (en árabe: قضاء بعبدا‎, transliteración: Qada Baabda), a veces escrito B'abda, es un distrito (qadaa) de la Gobernación del Monte Líbano (Líbano), al sur y al este de la capital del país, Beirut. La capital del distrito es la ciudad de Baabda.

## Demografía
Los habitantes del distrito son principalmente católicos maronitas, musulmanes chiíes y drusos. Los maronitas son el grupo más numeroso, seguido por los musulmanes chiíes y drusos. Sin embargo, los musulmanes sunitas, melquitas católicos y cristianos ortodoxos también habitan en la zona. Es importante señalar que la mayoría de los chiitas del distrito viven en la zona costera del mismo, que se encuentra directamente al sur de Beirut. Esta zona también es conocida como 'Dahieh' o los «suburbios del sur» de Beirut. Los drusos por el contrario, viven en la zona montañosa del interior. Desde las elecciones de 2005, Baabda tiene seis asientos asignados en el Parlamento libanés. Tres de estos asientos se asignan a los católicos maronitas, mientras que dos se asignan a los musulmanes chiíes y uno a los drusos.

## Localidades
| - Abadieh - Araya - Arbiniyeh - Baabda - Bmariam - Btekhnay - Chebanieh - Chiyah - Hadath | - Hammana - Haret Hreik - Falougha - Ghobeiry - Kfarshima - Knaisseh - Ksaibe - Qalaa - Qarnayel - Ras el-Matn - Salima |